# Bruno Canto
Bruno Canto (Novara, 13 aprile 1941) è un ex calciatore italiano, di ruolo attaccante e successivamente difensore.

## Caratteristiche tecniche

### Giocatore
Iniziò la carriera giocando come attaccante (centravanti o mezzala), per poi giocare in seguito in difesa come libero.

## Carriera

### Giocatore
Inizia a giocare nelle giovanili della Sanmartinese e successivamente in quelle della Sparta Novara, per poi giocare dal 1957 al 1959 nelle giovanili del Novara. Nel corso della stagione 1959-1960 viene invece aggregato alla prima squadra, in Serie B, senza però riuscire ad esordire in prima squadra. Fa invece il suo esordio nella stagione 1960-1961, esordendo in una partita vinta per 3-1 contro il Messina nel corso della quale si procura anche un calcio di rigore. Chiude il campionato con 10 presenze, per poi disputare il medesimo numero di incontri anche nella stagione 1961-1962, nella quale segna anche 3 reti. Dopo una parentesi di una stagione in Serie D nella Nuova Cisterna, nella stagione 1963-1964 fa ritorno al Novara, con cui inizia a giocare da libero e segna 2 reti in 26 presenze in Serie C. Nella stagione 1964-1965 contribuisce alla vittoria del campionato segnando un gol in 33 presenze, mentre nella stagione 1965-1966 gioca da titolare in Serie B segnando 2 reti in 30 presenze. Disputa poi 2 ulteriori partite in seconda serie nel corso della stagione 1966-1967, al termine della quale si trasferisce al Verbania, società di Serie C, con cui nella stagione 1967-1968 gioca 35 partite di campionato segnando anche 2 reti. Fa poi ritorno dopo un solo anno al Novara, nel frattempo retrocesso in Serie C: dopo aver chiuso con 34 presenze la stagione 1968-1969 va a segno una volta in 36 presenze nella stagione 1969-1970, che si conclude con la vittoria del campionato e quindi con la promozione in Serie B, categoria in cui Canto gioca per l'ultima volta in carriera nel corso della stagione 1970-1971, nella quale disputa 4 partite in Coppa Italia e 24 partite (con anche un gol segnato) in campionato. Si tratta inoltre della sua ultima annata con la maglia del Novara, società con cui ha giocato complessivamente 209 partite e segnato 10 reti. Per la stagione 1971-1972 si trasferisce al Vigevano, con cui vince il campionato di Serie D dopo uno spareggio contro il Legnano; dopo le 26 partite giocate in Serie D nella stagione 1971-1972, rimane con la squadra lombarda per una seconda stagione, la 1972-1973, nella quale gioca 15 partite in Serie C; nella stagione 1973-1974 scende in campo in tutte e 34 le partite disputate dal Pavia, con cui retrocede dalla Serie D alla Promozione. Chiude poi la carriera giocando proprio in Promozione, con la maglia del Trecate, dove disputa in tutto tre campionati consecutivi.
In carriera ha giocato complessivamente 76 partite in Serie B, categoria in cui ha inoltre segnato 6 reti.

### Allenatore
Dal 1975 al 1977 ha allenato il Trecate in Promozione.

## Palmarès

### Giocatore

#### Competizioni nazionali
- Serie C: 2

Novara: 1964-1965, 1969-1970